# Father's Hatband
Father's Hatband (o Father's Hat Band) è un cortometraggio muto del 1913 diretto e interpretato da Van Dyke Brooke.

## Produzione
Il film fu prodotto dalla Vitagraph Company of America.

## Distribuzione
Distribuito dalla General Film Company, il film - un cortometraggio in una bobina - uscì nelle sale cinematografiche statunitensi il 29 ottobre 1913. È stato inserito in un'antologia dedicata a Norma Talmadge, Norma Talmadge at Vitagraph (1911-1916) in una versione di otto minuti.